# LinQ
LinQ（リンク）は、日本の女性アイドルグループ。IQプロジェクト（Uniiique系列）所属。福岡県を拠点に、九州および全国区でも活動しているローカルアイドル。『ご当地アイドル四天王』『ご当地アイドル殿堂入り』の称号を持つ。
本項ではLinQが中心である「IQプロジェクト」の詳細についても記述する。

## 概要
2011年初頭、後に初代リーダーとなる上原あさみ（元HR）と関係者および音楽業界スタッフ達の発起・協力による、福岡県を拠点とするアイドルグループの運営プロジェクトが発足。
同年2月27日、応募総数1,162人のオーディションから選出したメンバーで新グループ「LinQ」を結成する。同年4月17日（日）に、イムズホールのデビュー公演で33人のお披露目。以降、福岡以外にも九州・全国・海外と活動を広げ、日本の代表的なアイドルグループとして定着した。
グループ名も発起人の一人である上原あさみが考案した。意味は「Love in Qyushu（九州、QushuやQsyuとも）」の略語であり、「活動を通じて色々な人や地域・国などを繋げるグループに成り『笑顔の架け橋』になれるように」との願望を籠（こ）め「LinQ」と命名。
2017年夏以降の改編（後述#IQプロジェクト（解体・再開発プロジェクト））によりLinQ本体は縮小したものの、複数のグループからなる「IQプロジェクト」が発足し組織化。LinQはその中核として位置付けられている。
- 結成メンバー（1期生）の選出人数について

デビューからステージに立った結成メンバー（1期生）は33名であり、#LinQ卒業メンバーに名簿を後述してある。ただしデビュー前には34人の予定を紹介していた地元メディアもあり、さらに1期生の髙木悠未は2021年秋の取材で40人が選ばれデビューしたと答えている。これらを補足すると、オーディション合格者が44人、その中で契約を結んだのが41人、そこから正式なデビューまでに至ったのが当時の33人である。

## 沿革・略歴

### IQプロジェクト期（2017年秋 - 現在）
2024年
- 2月7日 - 先月より体調不良で休養していた10期生・大空莉子が降板し退所[111]。以後暫くは、現行の6人体制で活動する。
- 4月8日 - 2024年度『ご当地アイドル四天王』の称号を、2年連続2回目の授与[112]。
- 4月10日 - メンバー髙木悠未が初の作詞を担当したMカードシングル「おべんとう」をリリース[113]。
- 4月14日 - 13周年記念ライブ『美輪VIWA〜いざゆけLinQ13周年〜』を開催。野球をテーマとしたコンセプトで、地元福岡ソフトバンクホークスのマスコット・ハリーホークやパフォーマンスチーム・ハニーズら多数のゲストが参加した[114]。
- 6月16日 - 全国ツアー『毎日どこかでFestival !!』が開幕。LinQ新メンバー昇格を兼ねた、IQP研究生のツアー帯同審査も開始する。
- 7月20日 - デジタルシングル「毎日どこかでFestival !!」を配信リリース[115]。
- 7月28日 - IQプロジェクトの姉妹ユニット結音 WESTの3名が合流し、夏期限定の9人体制を開始。
- 9月21日 - 佐賀県武雄市の観光PR大使に就任[116]。
- 9月28日 - IQプロジェクト新メンバーオーディション最終審査の結果、IQP研究生から森山結友・織多莉鈴の昇格を発表[117]。
- 9月29日 - 全国ツアーファイナルにて、創設メンバー髙木悠未が来年夏をもっての卒業を表明[118]。
- 11月20日 - デジタルシングル「#むかこーさんでも好きって言って!」を配信リリース[119]。
- 11月23日 - 結音 YUIONの橘杏來が兼任で追加入し[120]、織多莉鈴・森山結友と共に12期生がデビュー、9人体制に移行[121]。
- 12月7日 - 派生ユニットのLinQ Qtyに、LinQ新メンバー2名を加えた新体制で開始。
- 12月18日 - 3年半ぶりにリーダー制度が復活し、4代目リーダーに黒田れいが就任した[122]。同日、デジタルシングル「お知らせします、君を好きになりました」を配信リリース。

2025年
- 1月17日 - LinQ新体制お披露目ツアー『お知らせします、君に逢いに行きます♡』が開幕[123]。
- 4月17日 - 5年半ぶりのアルバム『TO YOU〜LinQ 第五楽章〜』をリリース[124]。
- 4月26日 - 西日本イオンモールツアー『イオンモール×LinQ＝笑顔の輪』が開幕[125]。
- 5月2日 - 結成14周年記念『LinQ野外祭り2025』を開催。
- 6月14日 - 髙木悠未卒業ツアー『YOU～END～ME』が開幕[126]。
- 7月5日 - 髙木悠未卒業ツアーの特別公演にて、福岡に卒業生34人が集結。総勢42人の合同ライブが実現した[127]。
- 8月9日 - 卒業ツアーファイナルの福岡公演をもって最後の1期生・髙木悠未が卒業[128]。

## LinQ現メンバー
| 名前                           | 生年月日               | 出身地        | 加入期              | デビュー   | 担当カラー | 備考                                                                                      |
| ------------------------------ | ---------------------- | ------------- | ------------------- | ---------- | ---------- | ----------------------------------------------------------------------------------------- |
| 海月らな （かいづき らな）     | 1998年4月11日（27歳）  | 長崎県 福岡県 | 7期 （旧LinQ Lady） | 2016年3月  | 緑         | - LinQ副リーダー - 第1期BudLaB（ジョブ・ネット研究生）より昇格 - 妹はHelloYouthの海月らん |
| 黒田れい （くろだ れい）       | 2006年11月12日（18歳） | 大分県        | 10期                | 2021年4月  | 黄         | - LinQ4代目リーダー、LinQ Qty兼任 - IQP研究生（3rd公演期）より昇格                        |
| 有村南海 （ありむら みなみ）   | 2008年6月21日（17歳）  | 福岡県        | 10期                | 2021年4月  | 水色       | - LinQ Qty兼任 - IQP研究生（3rd公演期）より昇格                                           |
| 森斗咲羽 （もりと さわ）       | 2008年7月18日（17歳）  | 福岡県        | 11期                | 2023年3月  | 赤         | - LinQ Qty兼任 - IQP研究生（4th公演期）より昇格、LinQKIDS出身                             |
| 華山あかり （はなやま あかり） | 2009年6月2日（16歳）   | 福岡県        | 11期                | 2023年3月  | 白         | - LinQ Qty兼任 - IQP研究生（4th公演期）より昇格、LinQKIDS出身                             |
| 橘杏來 （たちばな めく）       | 2006年4月21日（19歳）  | 福岡県        | 12期                | 2024年11月 | ラベンダー | - 結音 YUION（WEST）兼任→完全移籍 - IQP研究生（3rd公演期）出身                            |
| 織多莉鈴 （おりた りず）       | 2011年8月11日（13歳）  | 福岡県        | 12期                | 2024年11月 | オレンジ   | - LinQ Qty兼任、現メンバー最年少 - IQP研究生（5th公演期）より昇格、LinQKIDS出身           |
| 森山結友 （もりやま ゆう）     | 2008年5月15日（17歳）  | 福岡県        | 12期                | 2024年11月 | 青         | - LinQ Qty兼任 - IQP研究生（5th公演期）より昇格                                           |

- 加入期：5期生まではオーディション合格者が揃わずに随時デビューと定まっていなかったが、研究生昇格システムが発足した6期生以降からは一括のデビューで定着している。
- 旧チーム体制：IQプロジェクト移行前は、基本的に18歳以上の「LinQ Lady」（リンク レディー）と、主に高校生以下の「LinQ Qty」（リンク キューティー）の2チーム体制を敷いていた。
- リーダー制度：初代リーダー上原あさみ、2代目 天野なつ、そして3代目 吉川千愛卒業後（2021年4月）、次期リーダーの選出は暫く凍結（メンバーの自主的成長を促すため）[88]。以降は事実上副リーダーが代行していたが、2024年末より4代目 黒田れいが務めている。

## IQプロジェクト（解体・再開発プロジェクト）
2016年暮れ、停滞状況にあったグループを再活性化させるため、「現行メンバーでの活動を2017年6月で終了し、メンバーを入れ替えて再出発する」ことが明らかにされた。
その内容は、
- 現行メンバーを改めてふるいにかけ、残ったメンバーに8期生オーディション合格者を加えた新編制で2017年7月以降の活動を行う
- 落選メンバーの今後については、2017年5月に福岡と東京で行う単独ライブにおける「目標達成度合」によって決める[130]
- 達成時の編成は、具体的には「LinQ」｢LinQに対抗できる新グループ（後のHelloYouth）｣｢ミュージカル集団（後述の正式発表時にエンターテイメント集団に変更、後のトキヲイキル）｣の三本柱になる[129]

というものである。目標が達成されたと判断された場合のみ、LinQに残れなかったメンバーによる新たなプロジェクト2つ（上述の新グループ及びエンタテインメント集団）をスタートさせ、これらとLinQを合わせ「IQ（アイドル九州）プロジェクト」とするとしている。
プロジェクトリーダーには立ち上げに携わった上原あさみが起用され、その進捗状況についてはYouTubeのavex公式チャンネルで動画により公開されている。この中で既に8期生オーディションが終わったことも明かされた。

### プロジェクトの沿革
2024年
- 6月 - IQP研究生からLinQおよびMAGICAL SPECの新メンバー昇格審査を開始。
- 9月28日 - LinQ昇格2名を発表。
- 10月7日 - MAGICAL SPEC昇格1名を発表。

2025年
- 2月 - 結音 YUIONが活動停止[159]。

## IQPファミリー

### トキヲイキル
主に舞台を中心とするエンターテインメント集団および、ガールズ演劇ユニット。正式名トキヲイキル from IQプロジェクト。IQプロジェクト発足に伴い、2017年8月20日をもってLinQを卒業したメンバーで構成。後には新規メンバーも加え、音楽活動も展開している。

### CHiSEMiKU（ちせみく）
LinQ卒業後に結成した、深瀬智聖と一ノ瀬みくによるダンス&ボーカルのデュオユニット。2人はLinQ卒業時に「LinQ Legend」（LinQ永久欠番）の称号を受けたものの、再編に伴い「IQプロジェクト」に編入された。2021年3月末をもって一ノ瀬が退所し活動休止。2023年夏から散発的な活動で再開。
| 名前                         | 生年月日               | 出身地        | LinQ期            | 愛称                | 備考 |
| ---------------------------- | ---------------------- | ------------- | ----------------- | ------------------- | --- |
| 深瀬智聖 （ふかせ ちせい）   | 1986年7月8日（39歳）   | 広島県 熊本県 | 1期 (旧LinQ Lady) | ちーちゃん ちせさん | 30歳を迎える節目として、次世代へバトンタッチするため 2016年6月26日にLinQ卒業 深瀬はIQプロジェクト最年長正規メンバー 一ノ瀬は2021年3月末で退所するも名跡は残す 2023年冬より、一ノ瀬が運営スタッフとして協力開始 |
| 一ノ瀬みく （いちのせ みく） | 1986年12月26日（38歳） | 福岡県        | 1期 (旧LinQ Lady) | みくりん            | 30歳を迎える節目として、次世代へバトンタッチするため 2016年6月26日にLinQ卒業 深瀬はIQプロジェクト最年長正規メンバー 一ノ瀬は2021年3月末で退所するも名跡は残す 2023年冬より、一ノ瀬が運営スタッフとして協力開始 |

### HelloYouth（ハローユース）
IQプロジェクトに於いて「LinQに対抗できる新グループ」として位置づけられた新ユニット。2018年7月29日に結成が発表され、全員が非LinQ出身者（ジョブ・ネット研究生からの昇格組）である。

### ソロアーティスト
LinQ卒業後も残留し「IQプロジェクト」の礎を築いているソロのメンバー。
| 名前                         | 生年月日               | 出身地 | LinQ期              | LinQ卒業                                       | 備考 |
| ---------------------------- | ---------------------- | ------ | ------------------- | ---------------------------------------------- | --- |
| 天野なつ （あまの なつ）     | 1993年8月12日（31歳）  | 福岡県 | 1期 （旧LinQ Lady） | 2018年6月9日 怪我の影響により方針転換          | LinQ2代目リーダー。元LinQuality 編集長。愛称: なっちゃん 再開発プロジェクトに向けたレッスン中に右前十字靱帯を損傷 長期休養を経て、卒業した秋から音楽活動開始 |
| 新木さくら （あらき さくら） | 1996年11月14日（28歳） | 福岡県 | 5期 （旧LinQ Qty）  | 2022年8月20日 次世代にバトンを繋ぐため         | 2013年8月にLinQ加入 2018年から1年半LinQ副リーダー 卒業後はソロ活動に移行                                                                                     |
| 金子みゆ （かねこ みゆ）     | 2003年8月13日（21歳）  | 福岡県 | 9期                 | 2023年9月18日 次のステップに進むためソロに専念 | 2018年7月IQP研究生（1st公演期）より昇格し9月デビュー 卒業後はソロ活動に移行                                                                                  |
| 髙木悠未 （たかき ゆうみ）   | 1997年5月7日（28歳）   | 福岡県 | 1期 （旧LinQ Qty）  | 2025年8月9日 やり切った、完全燃焼              | 元・妖ベックス連合軍メンバー アイドル時代は九州現役最長女性アイドル 卒業後はソロ活動に移行                                                                   |

### IQプロジェクト研究生（BudLaB）
IQプロジェクトの育成部門。傘下に選抜ユニット「BudLaB」（バドラブ）がある。
2014年にジョブ・ネット研究生部門が発足し、同10月より研究生公演「Bud Lab」から活動を開始。組織改編の方針により、2018年4月上旬で同体制の活動は終了。改めて「IQプロジェクト研究生」とリニューアルして活動再開している。

### LinQKIDS（リンクキッズ）
2016年5月に発足した、小学生以下で編成している年少組の部門。主にバックダンサーを務めたり、イベントなどにも参加。年に一度の発表会がある。将来に向けた人材育成も兼ねており、2020年のIQP昇格審査では出身者から初の正規グループ昇格者（大空莉子・朝日奈凛佳）を輩出するなど、IQプロジェクトの下部組織として機能している。
| 名前     | 生年月日               | 出身地 |
| -------- | ---------------------- | ------ |
| みゆ     | 2013年4月10日（12歳）  | 福岡県 |
| すず     | 2013年7月18日（12歳）  | 福岡県 |
| にこ     | 2013年11月27日（11歳） | 福岡県 |
| ゆず     | 2014年7月29日（11歳）  | 福岡県 |
| しおん   | 2014年10月10日（10歳） | 福岡県 |
| あん     | 2015年1月9日（10歳）   | 熊本県 |
| ゆいあ   | 2015年9月29日（9歳）   | 熊本県 |
| さな     | 2016年2月1日（9歳）    | 長崎県 |
| あんじゅ | 2016年3月2日（9歳）    | 福岡県 |

（※下部組織の特筆性上、降板者は割愛）
【歴代の出身昇格者】（五十音順）
- - 朝日奈凛佳
  - 大空莉子
  - 織多莉鈴
  - 恋本みみ
  - 彩木美沙
  - 高光杏奈
  - 華山あかり
  - 森斗咲羽

### 派生ユニット

#### MAGICAL SPEC（マジカルスペック）
エンターテイメント集団「トキヲイキル」内に設置した派生グループ。正式名は、MAGICAL SPEC from トキヲイキル。2021年2月末に始動。

#### LinQ Qty（リンクキューティー）
LinQの10代メンバーからなる派生ユニット。2023年4月に結成。
かつて大所帯だった時代のチーム名が復活。中高生メンバーで固めた当時の設定そのままに、新たなるユニットとして発足させた。お披露目と同日にリリースした楽曲（LinQのMカード・シングルとカップリング）でシングルデビューを果たしている。
【歴代ラインナップ】
- - 結成期：黒田れい
  - 有村南海
  - 森斗咲羽
  - 華山あかり
  - 大空莉子（2024年2月降板）
- - 第2期：黒田れい
  - 有村南海
  - 森斗咲羽
  - 華山あかり
  - 織多莉鈴
  - 森山結友

#### ゆめくり
2025年に活動停止したグループ・結音 YUIONの系譜を継いだユニット。元メンバーがデュオで編成している。
【メンバー】
- - YUURI（岩坂祐里）
  - MEKU（橘杏來）

### その他IQPメンバー・スタッフ
IQプロジェクトの運営に携わっている元メンバーや、Uniiique（旧ジョブ・ネット）所属者。
| 名前                           | 生年月日               | 出身地 | LinQ期              | LinQ卒業                                                       | 備考 |
| ------------------------------ | ---------------------- | ------ | ------------------- | -------------------------------------------------------------- | --- |
| 上原あさみ （うえはら あさみ） | 1986年5月14日（39歳）  | 福岡県 | 1期 （旧LinQ Lady） | 2013年2月17日卒業 LinQの劇場プロデュースなど裏方に専念するため | LinQ 初代リーダー 元HRメンバー IQプロジェクト再編時の責任者 以降、同事業部の育成スタッフとして活動                                                            |
| 杉本ゆさ （すぎもと ゆさ）     | 1991年12月13日（33歳） | 福岡県 | 1期 （旧LinQ Lady） | 2017年3月12日卒業 次の世代にバトンタッチするため               | 父は元プロ野球選手の杉本正 卒業後マルコに入社し店舗スタッフとして勤務 その後ジョブ・ネットに復帰し育成分野担当スタッフに 研究生昇格に併せLinQマネージャー就任 |
| 吉川千愛 （よしかわ ちあき）   | 1994年4月2日（31歳）   | 福岡県 | 1期 （旧LinQ Lady） | 2021年4月25日卒業 LinQの活動10周年を区切り                     | LinQ 第3代リーダー 元SRAM 卒業後、IQプロジェクト育成事業課スタッフとして活動                                                                                  |

### 過去のグループ・ユニット

#### 結音 YUION
「IQプロジェクト」と、東京・秋葉原を活動拠点するプロダクション「ディアステージ（#DSPM）」との共同プロジェクト・ディアIQから発足した東福合同ユニット。本体・東京チーム・福岡チームの三形態で活動した。2025年活動停止。

## 旧体制時代の派生ユニット

### SRAM（スラム）
2013年11月にデビューした、ロック志向の派生ユニット。音楽イベンター Crazy.Funky.TOMYが協力の元、「めんたいロック」（福岡産ロックの俗称）を継承するユニットとして展開。バックバンドを従え、LinQのメンバーが変名を名乗って活動した。4枚のシングルをリリースしたが、IQプロジェクト発足後に存続自体が不透明になり、メンバーの降板も相次いでいたため自然消滅している。
ユニット名の由来は、福岡出身のロックバンド（S＝サンハウス / シーナ&ザ・ロケッツ、R＝ルースターズ / ロッカーズ、A＝ARB、M＝モッズ / モダンドールズ）の頭文字を組み合わせた造語。
【歴代メンバー】
- - MYU
  - SARA（吉川千愛）
  - LADY K（岸田麻佑）
  - AYA（舞川あや）
  - ROU（由地成美）

### interim（インタリム）
2013年、番組の企画から誕生したLinQ1期生によるユニット。企画ユニットゆえにごく短期間の活動で終了していたが、2020年以降から復活し散発的にイベントを企画している。名称は、LinQ真ん中の綴りである「in」から連想。
【メンバー】
- - 天野なつ
  - 桃咲まゆ
  - 吉川千愛
  - 髙木悠未

### TSUKUSHI（つくし組）
LinQ年少メンバーで構成したユニット。ライブでは冠公演も行っていた。名称は、新芽や若い世代を意味する「つくしんぼう」から。
【メンバー】
- - 大石芽依
  - 志良ふう子
  - 福山果奈
  - 新木こころ
  - MYU
  - 岩本琴音

## LinQ卒業メンバー
円満に卒業したメンバーには「ファミLinQ」として“社友”“会友”のように接する。

### Uniiique（旧ジョブ・ネット）残留者
（※2025年8月時点）
- 上原あさみ（1期生。2013年2月17日卒業。事業本部スタッフに異動）
- 深瀬智聖（1期生。2016年6月26日卒業。デュオユニット「CHiSEMiKU」を結成）
- 一ノ瀬みく（1期生。2016年6月26日卒業。デュオユニット「CHiSEMiKU」を結成。2021年春に退所するも、2023年冬から運営スタッフ兼任として協力）
- 杉本ゆさ（1期生。2017年3月12日卒業。会社員を経て事業本部スタッフ（LinQマネージャーなど）として復帰）
- 原直子（1期生。2017年8月20日卒業。トキヲイキルを結成）
- 岸田麻佑（1期生。2017年8月20日卒業。トキヲイキルを結成）
- 桃咲まゆ（1期生。2017年8月20日卒業。トキヲイキルを結成）
- 大庭彩歌（2期生。2017年8月20日卒業。トキヲイキルを結成）
- 伊藤麻希（2期生。2017年8月20日卒業。トキヲイキルを結成）
- 岩本琴音（6期生。2017年8月20日卒業。トキヲイキルを結成）
- 天野なつ（1期生。2018年6月9日卒業。ソロアーティストに転向）
- 吉川千愛（1期生。2021年4月25日卒業。事業本部スタッフに異動）
- 新木さくら（5期生。2022年8月20日卒業。ソロ活動に移行）
- 金子みゆ（9期生。2023年9月18日卒業。ソロ活動に移行）
- 髙木悠未（1期生。2025年8月9日卒業。ソロ活動に移行）

### 退所者
| 名前                                   | 加入期 | 卒業日                               | 公式の卒業理由                                                                         | 備考 |
| -------------------------------------- | ------ | ------------------------------------ | -------------------------------------------------------------------------------------- | --- |
| 永未結菜 （ながみ ゆうな）             | 1期    | 2011年4月26日脱退                    | 私生活等の行動基準に関する取り決めを外れたため                                         | |
| 瀧内美麗 （たきうち みれい）           | 1期    | 2011年4月28日契約解除                | 私生活等の行動基準に関する取り決めを外れたため                                         | |
| 武村佳子 （たけむら けいこ）           | 1期    | 2011年6月3日脱退                     | 学業に専念するため                                                                     | 元4th Countメンバー、ミニョンパトワ メンバー、現芸名：武村けいこ。 |
| 藤井利香 （ふじい りか）               | 1期    | 2011年6月3日脱退                     | 本人および家族の体調不良のため                                                         | |
| 福留あやか （ふくどめ あやか）         | 1期    | 2011年6月3日解雇                     | 当人の行動が全体に支障をきたす恐れがあるため                                           | |
| 奥田敬子 （おくだ けいこ）             | 1期    | 2011年7月18日脱退                    | 学業との両立が困難なため                                                               | 元4th Countメンバー、ミニョンパトワ メンバー。 |
| 波音咲 （はのん さき）                 | 1期    | 2011年8月26日解雇                    | 当人の行動が全体に支障をきたす恐れがあるため                                           | 4th Countメンバー、現芸名：小川紗季 |
| 桐島綾音 （きりしま あやね）           | 1期    | 2011年8月26日脱退                    | 学業に専念するため                                                                     | じぇるの！元メンバー 現芸名：白川あやね |
| 有馬梨帆 （ありま りほ）               | 1期    | 2011年8月26日脱退                    | 学業に専念するため                                                                     | |
| 水上笑里 （みなかみ えみり）           | 1期    | 2011年10月31日引退                   | 学業との両立が困難なため                                                               | DVL元メンバー、元LinQ 副リーダー、4th Countメンバー、KRD8メンバー、NiLメンバー。現芸名：三角笑里（ミスエミリ）。                                                                                                |
| 秋山あんじぇら （あきやま あんじぇら） | 1期    | 不明                                 | 不明（プロフィール一覧から削除）                                                       | 秋山ありすの実妹 肺がん医療学生広報大使（姉の後任として6人選ばれたうちの一人） |
| 好野紗亜也 （よしの さあや）           | 1期    | 2012年4月30日契約解除                | 契約更新要請に意思を示さなかったため                                                   | 元LinQ Qty リーダー、FANTARHYMEメンバー。現芸名：SAYA。 |
| 安川蒼月 （やすかわ あつき）           | 2期    | 2012年4月30日契約解除                | 体調面の不安があり、本人より契約解除要請があったため                                   | |
| 池田真亜子 （いけだ まあこ）           | 1期    | 2012年6月15日契約解除                | 家庭の事情                                                                             | |
| 鶴二慶 （つる にちか）                 | 2期    | 2012年8月4日契約解除                 | 学業に専念するため                                                                     | |
| 奥村ゆい （おくむら ゆい）             | 1期    | 2012年9月6日活動辞退                 | 体調面の不安                                                                           | |
| 芹澤怜奈 （せりさわ れな）             | 1期    | 2013年2月17日契約解除                | 声優の勉強に専念するため                                                               | フィットワンに移籍 |
| 桜庭ゆりな （さくらば ゆりな）         | 2期    | 2013年10月5日契約解除                | 事務所との契約更新に応じなかったため                                                   | |
| 後藤梨佳子 （ごとう りかこ）           | 3期    | 2014年4月6日卒業                     | 就職活動、また就職のため                                                               | 引退後はOLとして勤務 |
| 福原和泉 （ふくはら いずみ）           | 4期    | 2014年4月6日卒業                     | 学業に専念するため                                                                     | |
| 瑞稀もえ （みずき もえ）               | 2期    | 2014年6月23日契約解除                | マネジメント契約上、契約履行に反する事由が確認されたため                               | 元Lovit's!1期生 |
| 城崎はるな （しろさき はるな）         | 1期    | 2014年12月7日卒業                    | 学業に専念するため                                                                     | |
| 服部さやか （はっとり さやか）         | 1期    | 2012年2月11日卒業 2014年12月31日退所 | 家庭の事情                                                                             | 元 虹色ヴィーナス メンバー 吉本興業福岡支社に移籍 |
| 水野真里菜 （みずの まりな）           | 3期    | 2015年5月26日契約解除                | マネジメント契約上、契約履行に反する事由が確認されたため                               | |
| 木村早希 （きむら さき）               | 2期    | 2015年7月12日卒業                    | 契約更新時に活動を辞退 料理の仕事へ転職するため                                        | 元Lovit's!1期生 引退後は東京でベンチャー企業に勤務 |
| 由地成美 （ゆじ なるみ）               | 2期    | 2015年7月12日卒業                    | 契約更新時に活動を辞退                                                                 | 元SRAM。愛海るな→現芸名：夏波えま 2013ミス・インターナショナルファイナリスト・2015ミス・ユニバース・ジャパン福岡大会特別賞 卒業後アイドルグループ Maidy_s・Junebrideメンバーとして活動 福岡のメイドカフェに勤務 |
| 北山真緒 （きたやま まお）             | 2期    | 2016年2月12日契約解消                | 本人と連絡が取れない状況が続き、出演が決まっていたイベントにもキャンセルが相次いだため | 元Lovit's!1期生 |
| 松村くるみ （まつむら くるみ)          | 1期    | 2016年5月5日卒業                     | 東京で芸能活動及びメディアの仕事をするため                                             | 個人の芸能活動を経て結婚を機に引退。地元の熊本県に帰郷。 |
| 星野真依 （ほしの まい）               | 7期    | 2016年5月19日付で活動休止            | 体調不良のため                                                                         | その後ジョブネット研究生扱いを経て退所 |
| 秋山ありす （あきやま ありす）         | 1期    | 2017年3月19日卒業                    | 医師国家試験の合格に伴うもの                                                           | 元LinQ 副リーダー 肺がん医療学生広報大使 2016年5月から活動休止。修猷館高等学校、九州大学医学部を経て形成外科医に転身                                                                                            |
| 志良ふう子 （しいら ふうこ）           | 2期    | 2017年3月31日卒業                    | 学業に専念するため                                                                     | 元Lovit's!1期生 引退後は東京で営業職に勤務 |
| 舞川あや （まいかわ あや）             | 3期    | 2017年3月31日卒業                    | 中国に活動拠点を移すため                                                               | 元SRAM |
| 大石芽依 （おおいし めい）             | 1期    | 2017年8月19日卒業                    | IQプロジェクト発足に際し芸能界引退を選んだため                                         | ヘアメイク業界で活動 |
| 姫崎愛未 （ひめさき あみ）             | 1期    | 2017年8月19日卒業                    | IQプロジェクト発足に際し芸能界引退を選んだため                                         | DJあーみん、コスプレアイドルあみゅ☆ amihime 桐下愛未（煌めき☆アンフォレント → 彗星♩dropTune°） |
| 瀬戸楓 （せと かえで）                 | 7期    | 2017年8月19日卒業                    | IQプロジェクト発足に際し芸能界引退を選んだため                                         | 第1期 BudLaB（ジョブ・ネット研究生）昇格組 |
| 山木彩乃 （やまき あやの）             | 2期    | 2018年3月31日卒業                    | ファッション関係等の勉強を目的に留学するため                                           | 再編後のLinQメンバーとして初の卒業メンバー（他2名も同じ） プロデュース業を経て、2022年12月にアートカフェを起業                                                                                                  |
| 福山果奈 （ふくやま かな）             | 2期    | 2018年3月31日卒業                    | 進路を見つめ直すため                                                                   | 元Lovit's!1期生、元妖ベックス連合軍メンバー 2023年8月から2024年5月の解散までelsyメンバー「天瀬叶梛(あませ かな)」として活動                                                                                     |
| MYU （みゅう）                         | 5期    | 2018年3月31日卒業                    | 学業優先と声楽家を目指すため                                                           | 熊本県在住 元 妖ベックス連合軍メンバー、元SRAM |
| 新木こころ （あらき こころ）           | 5期    | 2017年8月20日卒業 2018年6月17日退所  | 現活動に区切りをつけ、新しい道に進むため                                               | 新木さくらの妹 再開発プロジェクトによりLinQを卒業 一旦『トキヲイキル』に籍を置いたものの休養し正式に降板 引退後はOLとして一般職に勤務                                                                           |
| 安藤千紗 （あんどう ちさ）             | 8期    | 2019年5月5日卒業                     | 現活動に区切りをつけ、新しい道に進むため                                               | 元 空想モーメント |
| 坂井朝香 （さかい あさか）             | 1期    | 2019年6月2日卒業                     | 現活動に区切りをつけ、新しい道に進むため                                               | 卒業後は主にブランドプロデューサーとして活動 博多の味本舗内にmotherLabel事業部を興し「ASAKA」ブランドを立ち上げ                                                                                                 |
| 小日向舞菜 （こひなた まいな）         | 6期    | 2019年6月2日卒業                     | 現活動に区切りをつけ、新しい道に進むため                                               | 第1期 BudLaB（ジョブ・ネット研究生）昇格組 2023年3月より2024年3月9日まで夜宙☆ShiNew’メンバー「朝日向舞菜(あさひな まいな)」として活動 翌2024年3月10日より同事務所のグループ彗星♩droptune°メンバー               |
| 涼本理央那 （すずもと りおな）         | 9期    | 2023年2月26日卒業                    | 現活動に区切りをつけ、新しい道に進むため                                               | IQP研究生（1st公演期）昇格組 第2期 BudLaB（ジョブ・ネット研究生）出身 2024年2月よりFES☆TIVEメンバー「与田理央那(よだ りおな)」として活動                                                                        |
| 桜愛美 （さくら まなみ）               | 1期    | 2018年3月31日卒業 2023年3月31日退所  | シンガーソングライターに転向するため                                                   | 退所後は芸能事務所を設立しフリーで活動、映像作家も兼任 |
| 大空莉子 （おおぞら りこ）             | 10期   | 2024年2月7日契約解除                 | 体調不良のため活動辞退を申し入れ                                                       | IQP研究生（3rd公演期）昇格組 LinQKIDS出身 |

## 作品

### シングル

#### CDシングル
| # | 発売日                               | タイトル                                          | 形態 | 品番/規格品番                                                           | 最高位                               |
| LinQ Records（インディーズレーベル）                                                                   | LinQ Records（インディーズレーベル） | LinQ Records（インディーズレーベル）              | LinQ Records（インディーズレーベル） | LinQ Records（インディーズレーベル）                                    | LinQ Records（インディーズレーベル） |
| --- | ------------------------------------ | ------------------------------------------------- | --- | ----------------------------------------------------------------------- | ------------------------------------ |
| 1st | 2011年9月28日                        | ハジメマシテ/for you/なう。                       | CD | LINQ11-001                                                              | -                                    |
| T-Palette Records（インディーズレーベル）                                                              |                                      |                                                   | |                                                                         |                                      |
| 2nd | 2011年11月9日                        | カロリーなんて/きもち/手をつないで                | CD CD（初回限定仕様） | TPRC-0005 TPRC-0005X                                                    | インディーズ 1位                     |
| 3rd | 2012年2月29日                        | さくら果実/Sakura物語                             | CD CD（初回限定仕様） | TPRC-0010 TPRC-0010X                                                    | 15位                                 |
| 4th | 2012年7月18日                        | シアワセのエナジー/祭りの夜〜君を好きになった日〜 | CD | TPRC-0021                                                               | 6位                                  |
| 5th | 2013年1月30日                        | CHIKU-TAKU/ゴーイング マイ ウェイ!                | CD（通常盤） CD+DVD（初回限定盤） | TPRC-0028 TPRC-0029                                                     | 5位                                  |
| ワーナーミュージック・ジャパン（メジャーレーベル）                                                     |                                      |                                                   | |                                                                         |                                      |
| 6th | 2013年4月17日                        | チャイムが終われば                                | CD+DVD（初回限定盤A） CD+DVD（初回限定盤B） CD+フォトブックレット（初回限定盤C） CD（LinQ入門盤/初回限定盤D） CD（劇場盤） CD（通常盤） | WPZL-30581/2 WPZL-30583/4 WPCL-11401 WPCL-11402 WPCL-11403 WPCL-11396   | 3位                                  |
| 7th | 2013年8月7日                         | HANABI!!                                          | CD+DVD（初回限定盤A） CD+DVD（初回限定盤B） CD+DVD（ファミリーマート＆famima.com限定盤） CD（初回限定盤C） CD（通常盤） CD（天神盤）    | WPZL-30641/2 WPZL-30643/4 WPZL-30668/9 WPCL-11524 WPCL-11526 WPCL-11527 | 12位                                 |
| 8th | 2014年1月22日                        | カラフルデイズ                                    | CD+DVD（初回限定盤A） CD+DVD（初回限定盤B） CD（初回限定盤C） CD（通常盤） CD（天神盤）                                                 | WPZL-30753/4 WPZL-30755/6 WPCL-11661 WPCL-11660 WPCL-11663              | 2位                                  |
| 9th | 2014年7月30日                        | ナツコイ                                          | CD（初回限定盤） CD（通常盤） CD（天神盤）                                                                                              | WPCL-11935 WPCL-11939 WPCL-11940                                        | 8位                                  |
| 10th                                                                                                   | 2014年9月24日                        | ウェッサイ!!ガッサイ!!                            | CD（初回限定盤） CD（通常盤） CD（天神盤） CD+DVD（イッサイ!!ガッサイ!!盤） CD+DVD（3周年豪華盤）                                       | WPCL-11974 WPCL-11975 WPCL-11976 WPZL-30966/67 WPZL-30968/72            | 6位                                  |
| 11th                                                                                                   | 2015年4月29日                        | ハレハレ☆パレード                                 | CD（全国拡大盤） CD（通常盤） | WPCL-12069 WPCL-12070                                                   | 8位                                  |
| 12th                                                                                                   | 2015年9月9日                         | LinQuest〜やがて伝説へ…                           | CD（初回限定版） CD（通常盤） | WPZL-31071/2 WPCL-12184                                                 | 8位                                  |
| LinQ Records（インディーズレーベル）                                                                   |                                      |                                                   | |                                                                         |                                      |
| 13th                                                                                                   | 2016年3月23日                        | Supreme                                           | CD（初回限定版） CD（楽曲派盤） CD（通常盤）                                                                                            | linq11009 linq11008 linq11007                                           | 6位                                  |
| エイベックス・ミュージック・クリエイティヴ→エイベックス・エンタテインメント（FRAME・メジャーレーベル） |                                      |                                                   | |                                                                         |                                      |
| 14th                                                                                                   | 2016年9月28日                        | ふるさとジャポン                                  | CD（LinQ Ver.1） CD（LinQ Ver.2） CD（LinQ Ver.3） CD（LinQ Ver.4） CD+DVD(「妖怪ウォッチ」ver.) CD(「妖怪ウォッチ」ver.)               | AVCD-55131 AVCD-55132 AVCD-55133 AVCD-55134 AVCD-55129/B AVCD-55130     | 13位                                 |
| 15th                                                                                                   | 2017年2月22日                        | 負けないぞ                                        | CD（Ver.1） CD（Ver.2） CD（Ver.3） CD（Ver.4） CD+DVD                                                                                  | AVCD-55137 AVCD-55138 AVCD-55139 AVCD-55140 AVCD-55136/B                | 8位                                  |
| 16th                                                                                                   | 2017年5月3日                         | トレジャー                                        | CD+DVD（「妖怪ウォッチ」ver.） CD（「妖怪ウォッチ」ver.） CD(LinQ ver.)                                                                 | AVCD-55152/B AVCD-55153 AVCD-55154                                      | 69位                                 |
| 17th                                                                                                   | 2018年1月31日                        | ああ情熱のバンバラヤー / 失恋フォトグラフ         | CD+DVD（「妖怪ウォッチ」ver.A） CD（「妖怪ウォッチ」ver.B） CD+DVD（LinQ ver.A） CD（LinQ ver.B）                                       | AVCD-55167/B AVCD-55169 AVCD-55168/B AVCD-55170                         |                                      |
| LinQ Records（インディーズレーベル）                                                                   |                                      |                                                   | |                                                                         |                                      |
| 18th                                                                                                   | 2019年1月30日                        | 進め!少年少女                                     | CD | LINQ-16                                                                 | 32位                                 |

#### デジタルシングル
| #                                    | 配信日                               | タイトル                             | 備考                                                                     |
| LinQ Records（インディーズレーベル） | LinQ Records（インディーズレーベル） | LinQ Records（インディーズレーベル） | LinQ Records（インディーズレーベル）                                     |
| ------------------------------------ | ------------------------------------ | ------------------------------------ | ------------------------------------------------------------------------ |
| 1                                    | 2019年9月1日                         | Wavy Hug                             | [ 172 ]                                                                  |
| 2                                    | 2020年9月25日                        | Q&A                                  | 涼本理央那 初センター曲                                                  |
| 3                                    | 2020年10月2日                        | RI・RI・RI                           |                                                                          |
| 4                                    | 2020年11月13日                       | ヒトリジメ                           | 新木さくら センター&プロデュース曲                                       |
| 5                                    | 2020年12月11日                       | 情熱☆サラマンダー                    | 髙木悠未・金子みゆ センター曲                                            |
| 6                                    | 2021年1月1日                         | 祭高音頭                             |                                                                          |
| 7                                    | 2021年1月15日                        | あいあい愛しとーと♡                  | ゆうみちゃんとりおなちゃん from LinQ 名義 髙木悠未・涼本理央那ユニット曲 |
| 8                                    | 2022年12月24日                       | Winter Magic                         |                                                                          |
| IQP Records（インディーズレーベル）  |                                      |                                      |                                                                          |
| 9                                    | 2024年6月3日                         | Sun Sun Rise!                        |                                                                          |
| 9                                    | 2024年6月3日                         | 靴紐                                 | 福岡マラソン大会イメージソング                                           |
| 10                                   | 2024年7月20日                        | 毎日どこかでFestival !!              | カラオケCLUB DAMタイアップ                                               |
| 11                                   | 2024年11月20日                       | #むかこーさんでも好きって言って！    |                                                                          |
| 12                                   | 2024年12月18日                       | お知らせします、君を好きになりました |                                                                          |

#### ミュージック・カード
| #                                    | 発売日                               | タイトル                                   | c/w                                  | 形態                                                   | 品番                                 | 備考                                                                  |
| LinQ Records（インディーズレーベル） | LinQ Records（インディーズレーベル） | LinQ Records（インディーズレーベル）       | LinQ Records（インディーズレーベル） | LinQ Records（インディーズレーベル）                   | LinQ Records（インディーズレーベル） | LinQ Records（インディーズレーベル）                                  |
| ------------------------------------ | ------------------------------------ | ------------------------------------------ | ------------------------------------ | ------------------------------------------------------ | ------------------------------------ | --------------------------------------------------------------------- |
| 1                                    | 2019年5月3日                         | LOVE BOMB                                  | 進め!少年少女 （Extended Mix）       | 限定 全10種                                            | -                                    | 楽曲提供: WEST BEAT BOYS                                              |
| IQP Records（インディーズレーベル）  |                                      |                                            |                                      |                                                        |                                      |                                                                       |
| 2                                    | 2021年8月25日                        | FUKUOKA。～福を可するのだ♪～               | 15センチの恋                         | FUKUOKA。ビッグ盤 ばりSMILE盤                          | IQP-003 IQP-004                      | 楽曲提供: ハジ→ 15センチの恋: 作詞 吉川千愛                           |
| 3                                    | 2022年2月9日                         | Go! Go! YELL～キミ・イズ・ビューティフル～ | (同インストゥルメンタル)             | GOGOYELL盤 チア☆ドル盤                                 | IQP-005 IQP-006                      | 作曲提供: KOJI oba                                                    |
| 4                                    | 2023年4月16日                        | FANTASTIC WORLD                            | 世界で一番キミに恋してる             | FANTASTICジャケットver. FANTASTICカードver.            | IQP-007 IQP-008                      | 提供: 作詞 岩淵紗貴、作曲 KOJI oba c/wはLinQ Qtyの1stシングルを兼ねる |
| 5                                    | 2024年4月10日                        | おべんとう                                 | Oh!My lover♡                         | おべんとうver. いただきますver. おかずですよカードver. | IQP-009 IQP-010 IQP-011              | 楽曲提供: YASS、作詞共作 髙木悠未 c/wはLinQ Qtyの5thシングルを兼ねる  |

#### LinQ Qty名義
デジタルシングル
| #                                   | 配信日                              | タイトル                            | 備考                                                                       |
| IQP Records（インディーズレーベル） | IQP Records（インディーズレーベル） | IQP Records（インディーズレーベル） | IQP Records（インディーズレーベル）                                        |
| ----------------------------------- | ----------------------------------- | ----------------------------------- | -------------------------------------------------------------------------- |
| 1                                   | 2023年4月28日                       | 世界で一番キミに恋してる            | 4月16日リリースのLinQシングル（Mカード）「FANTASTIC WORLD」c/wにて先行収録 |
| 2                                   | 2023年6月4日                        | 大問題ロマンティック                |                                                                            |
| 3                                   | 2023年6月18日                       | マシュマロホイッププリンアラモード  | 作編提供: ISAKICK                                                          |
| 4                                   | 2023年8月14日                       | 週末コンフィデンス                  |                                                                            |
| 5                                   | 2024年6月13日                       | oh my lover♡                        | 4月10日リリースのLinQシングル（Mカード）「おべんとう」c/wにて先行収録      |

#### 妖ベックス連合軍名義
| #                                                           | 発売日                                                      | タイトル                                                    | 形態 | 品番/規格品番                                               | 最高位                                                      |
| エイベックス・エンタテインメント（FRAME・メジャーレーベル） | エイベックス・エンタテインメント（FRAME・メジャーレーベル） | エイベックス・エンタテインメント（FRAME・メジャーレーベル） | エイベックス・エンタテインメント（FRAME・メジャーレーベル）                                                         | エイベックス・エンタテインメント（FRAME・メジャーレーベル） | エイベックス・エンタテインメント（FRAME・メジャーレーベル） |
| ----------------------------------------------------------- | ----------------------------------------------------------- | ----------------------------------------------------------- | --- | ----------------------------------------------------------- | ----------------------------------------------------------- |
| 1st                                                         | 2017年9月27日                                               | ハロ・クリダンス                                            | CD+DVD（SUPER☆GiRLS ver.） CD+DVD（GEM ver.） CD+DVD（LinQ ver.） CD（妖怪ウォッチver.） CD+DVD（妖怪ウォッチver.） | AVCD-55161 AVCD-55162 AVCD-55163 AVCD-55164 AVCD-55160      |                                                             |

### アルバム

#### フルアルバム
| #                                                  | 発売日                                    | タイトル                                  | 形態                                                                            | 品番                                               | 最高位                                    |
| T-Palette Records（インディーズレーベル）          | T-Palette Records（インディーズレーベル） | T-Palette Records（インディーズレーベル） | T-Palette Records（インディーズレーベル）                                       | T-Palette Records（インディーズレーベル）          | T-Palette Records（インディーズレーベル） |
| -------------------------------------------------- | ----------------------------------------- | ----------------------------------------- | ------------------------------------------------------------------------------- | -------------------------------------------------- | ----------------------------------------- |
| 1st                                                | 2012年4月25日                             | Love in Qushu 〜LinQ 第一楽章〜           | CD（初回限定盤） CD（通常盤）                                                   | TPRC-0015 TPRC-0016                                | 37位                                      |
| ワーナーミュージック・ジャパン（メジャーレーベル） |                                           |                                           |                                                                                 |                                                    |                                           |
| 2nd                                                | 2014年3月26日                             | AWAKE〜LinQ 第二楽章〜                    | CD+DVD（初回限定盤A） CD+DVD（初回限定盤B） CD（通常盤） CD（九州盤）           | WPZL-30809/10 WPZL-30911/2 WPZL-11743 WPZL-11741/2 | 64位                                      |
| 3rd                                                | 2015年11月25日                            | FRONTIER〜LinQ 第三楽章〜                 | CD＋Blu-ray（初回限定盤A） CD+Blu-ray（初回限定盤B） CD（通常盤） 2CD（九州盤） | WPZL-31116/7 WPZL-31118/9 WPCL-12271 WPCL-12269/70 | 57位                                      |
| IQP Records（インディーズレーベル）                |                                           |                                           |                                                                                 |                                                    |                                           |
| 5th                                                | 2025年4月17日                             | TO YOU〜LinQ 第五楽章〜                   | CD（I LIKE YOU盤） CD（YO〜END〜ME盤）                                          | IQP-013 IQP-012                                    | インディーズ8位                           |

#### ミニアルバム・EP
| #                                   | 発売日                              | タイトル                            | 形態                                                         | 品番                                | 備考                                |
| IQP Records（インディーズレーベル） | IQP Records（インディーズレーベル） | IQP Records（インディーズレーベル） | IQP Records（インディーズレーベル）                          | IQP Records（インディーズレーベル） | IQP Records（インディーズレーベル） |
| ----------------------------------- | ----------------------------------- | ----------------------------------- | ------------------------------------------------------------ | ----------------------------------- | ----------------------------------- |
| 4th                                 | 2019年11月13日                      | anytime                             | CD（バリバリふつう盤） CD+フォトブック+Mカード（バリかわ盤） | IQP-001 IQP-002                     | リード曲の配信あり                  |

#### コンピレーション
| 発売日                               | タイトル                             | 形態                                 | 品番                                 | 備考                                 |
| LinQ Records（インディーズレーベル） | LinQ Records（インディーズレーベル） | LinQ Records（インディーズレーベル） | LinQ Records（インディーズレーベル） | LinQ Records（インディーズレーベル） |
| ------------------------------------ | ------------------------------------ | ------------------------------------ | ------------------------------------ | ------------------------------------ |
| 2019年1月30日                        | Love in Qyushu vol.1                 | CD                                   | LINQ-13                              | シングル表題曲ベスト・アルバム       |
| 2019年1月30日                        | Love in Qyushu vol.2                 | CD                                   | LINQ-14                              | 同上                                 |
| 2019年1月30日                        | バリうま!LinQooking                  | CD                                   | LINQ-15                              | 初音源化収録セレクト・アルバム       |

### 参加作品
| 発売日        | タイトル                                        | レーベル           | 規格品番      | 参加楽曲             |
| ------------- | ----------------------------------------------- | ------------------ | ------------- | -------------------- |
| 2012年7月18日 | LOCAL IDOL BEST!                                | トイズファクトリー | TFCC-86386    | ハジメマシテ         |
| 2014年3月12日 | Mirrorball Flare + Royal Mirrorball Discotheque | avex trax          | AVCD-38920〜1 | BlueFilm（姫崎愛未） |

### 映像作品
| 発売日                                             | タイトル                                                                            | 形態                                 | 品番/規格品番                        | 最高位                               |
| LinQ Records（インディーズレーベル）               | LinQ Records（インディーズレーベル）                                                | LinQ Records（インディーズレーベル） | LinQ Records（インディーズレーベル） | LinQ Records（インディーズレーベル） |
| -------------------------------------------------- | ----------------------------------------------------------------------------------- | ------------------------------------ | ------------------------------------ | ------------------------------------ |
| 2013年4月10日                                      | LinQ 1st Anniversary Live@Zepp Fukuoka 2012.4.17 ＜豚骨革命!濃すぎたらごめんたい!＞ | DVD                                  | LINQ11-002                           | -                                    |
| ワーナーミュージック・ジャパン（メジャーレーベル） |                                                                                     |                                      |                                      |                                      |
| 2013年4月10日                                      | LinQ ZERO 〜LinQ・LinK Vol.0〜                                                      | DVD                                  | WPBL-90229                           | 201位                                |
| 2013年5月8日                                       | LinQ 新春特別公演 〜楽詣〜（たのしもうで） あけましておめでとうございマ・シ・テ     | Blu-ray DVD2枚組                     | WPXL-90022 WPBL-90226/7              | 77位 -                               |
| 2015年9月9日                                       | LinQ 4th Anniversary 〜 Welcome to the LinQworld!! 〜                               | Blu-ray DVD2枚組                     | WPXL-90105 WPBL-90344/5              | 61位 150位                           |
| Pigoo / ジョブ・ネット                             |                                                                                     |                                      |                                      |                                      |
| 2023年 8月31日 - 12月27日                          | 新・IQとLinQする。 Vol.1 - Vol.5                                                    | Blu-ray                              | PDBD-001〜005                        | -                                    |

### 書籍
- LinQ official Photobook 『LinQ up！』（2014年12月6日、角川マガジンズ）

### IQPメンバー作品
CHiSEMiKU
- 1stミニアルバム『Lantana』（2018年12月23日、Represent Record）
- 配信曲「始まりの旅〜Find a way〜」（2018年7月）

桜愛美（在籍中リリースのみ）
- 「恩返しの唄」(2018年3月、自社レーベル
- 1stシングル「Strawberry」（2018年9月末、自社レーベル）
- 1stアルバム『GROW』（2020年9月20日、IQP Records）
- 配信シングル「I・アイ」（2022年3月18日、IQP Records）
- 配信シングル「Weak sheep」（2022年3月27日、IQP Records）
- 自主レーベル「はっちゃけRECORD」シリーズ
  - vol.1〜vol.3（2019年3月）
  - まなMIX vol.1（2019年3月）
  - はっちゃけマンボー（2019年3月）
  - vol.5（2019年4月）
  - まなMIX Vol.2（2019年6月）
  - vol.4（2019年8月）
  - まなMIX Vol.3（2020年11月）
  - まなMIX remix（2021年12月）
- V.A.『STAY OPEN〜潰れないで不滅の試聴室に捧ぐ名曲集〜』（2020年4月、なりすレコード）
  - 提供曲「はっちゃけマンボー」

大庭彩歌
- 1stミニアルバム『Final departure』（2021年6月25日、IQP Records）

新木さくら
- 配信シングル「さくらとずっと」（2022年7月1日、IQP Records） - 楽曲提供: MACO

SRAM
- 1stシングル「レモンティー / LET'S ROCK (DAN DAN)」（2013年11月23日、LinQ Records）
- 2ndシングル「BOYS&GIRLS / チェリーに首ったけ」（2014年7月4日、LinQ Records）
- 3rdシングル「ユー・メイ・ドリーム / 可愛いあの娘」（2015年6月9日、LinQ Records）
- 4thシングル「ゴキゲンRADIO / 天井裏から愛を込めて」（2015年12月15日、LinQ Records）
- 7インチシングル「ユー・メイ・ドリーム / レモンティー」（2015年6月24日、まわりそうなRecords）

## 出演

### テレビ

#### バラエティ
- アサデス。KBC - 原直子（芸能オッショイ!：毎週月曜 - 水曜、2013年4月1日 - 2020年、アサトピNEWS：毎週月曜・火曜、2020年4月 - 、KBCテレビ）
- 特別番組「キミだけ応援団」（2021年5月29日以降不定期、NHK九州地域（九州各局持ち回り放送）） - 髙木悠未（ナレーション）
- まじもん！（2022年9月 - 、RKB毎日放送） - 髙木悠未（企画レギュラー）
- 羽鳥×宮本 福岡好いとぉ リターンズ!（2023年6月21日ほか半年毎放送、KBCテレビ） - 髙木悠未
- 高校生の時間（2024年10月 - 、KBCテレビ） - 有村南海

過去の番組
- ぐるっとJ:COM探検隊 - 深瀬智聖（2013年4月1日 - 2015年9月30日、J:COM TV）
- ふくおかにリンク - LinQメンバー（各回2人出演）（2013年4月7日 - 2015年3月29日、テレビ西日本）
『フレッシュ!ふくおか県』に替わる福岡県の広報番組である。
- LinQ桃まゆのもふもふシテ質屋!? （動画有）（水曜 21:54 - 22:00） - 桃咲まゆ 他LinQメンバー（2013年9月4日 - 2014年9月24日、サガテレビ ）
- 情報プラザDONDON DOようび - 桃咲まゆ（2014年10月 - 2015年9月、毎月第3土曜日、サガテレビ）
- LinQの顔と名前だけでも!（不定期30分） - LinQメンバー（各回2人出演）（2014年10月 - 2016年10月、アイドル専門チャンネルPigoo）
- ディスカバLinQ〜マリンメッセへの道〜（RKB毎日放送）
- 福岡発! ぐるっとJ:COM探検隊（ぐるJ）（毎日） - 深瀬智聖（2015年10月1日 - 2016年3月、J:COM TV）
- LinQのお助けちゃんねる（2016年11月 - 2017年8月、Pigoo）
- LinQあい→LinQあいQ（水曜 22:54 - 23:00。2017年放送、9月改題、TVQ九州放送） - 進行：姫崎愛未（1月 - 6月）→吉川千愛（7月 - 12月）
- 土曜もアサデス。（毎週土曜） - 髙木悠未（2015年10月3日 - 2018年3月、KBCテレビ）
- IQとLinQする。（月1放送、2017年9月16日 - 2019年4月16日、Pigoo）
- 福岡県庁知らせた課（毎週日曜） - LinQメンバー（2015年4月5日 - 2020年3月、RKB毎日放送）
『ふくおかにリンク』の後継番組で、放送局を変更。
- 駅前TVサタブラ（土曜 9:30 - 10:40） - 深瀬智聖（2015年4月 - 2018年3月、熊本朝日放送）
- かごしま! パチプレTV（火曜 1:15 - 1:45（月曜深夜）、鹿児島放送） - 一ノ瀬みく
- ロンプク☆淳（2019年4月からドォーモ月曜に移動） - 原直子（2016年4月 - 2021年3月、KBCテレビ）
- 羽鳥×宮本 福岡好いとぉ（月1月曜） - 髙木悠未（2019年1月28日 - 12月、KBCテレビ）
- ドォーモ（毎週月曜 - 金曜） - 髙木悠未（木曜レギュラー、2019年4月 - 2021年3月、KBCテレビ）
- 新・IQとLinQする。（月1放送、2019年8月16日 - 2023年3月、Pigoo）
- ブルーリバーの望むところだ!（パイロット版2021年3月21日・レギュラー版6月20日ほか、TVQ九州放送） - 髙木悠未・IQPメンバー（不定期）

#### ドラマ
- NISSAN ドラマinドラマ season 4『バカリくんと7人の美女』第4話 そうなんです! 湘南でチュー!（2013年8月31日、フジテレビ） - 吉川千愛（美女4 役）
- 人生のメソッド 〜-大賀屋薬局編〜（2016年10月7日・14日・21日、KBCテレビ） - 姫崎愛未・坂井朝香・新木さくら

特撮ドラマ
- ドゲンジャーズ（シーズン3から、KBCテレビ、TOKYO MX、KKB鹿児島放送）
  - シーズン1（2020年4月10日 - 6月28日） - 桃咲まゆ（ヒロイン: ゆき 役）
  - シーズン2「ドゲンジャーズ〜ナイスバディ〜」（2021年4月11日 - 6月27日） - LinQ（客演）

### 映画
- 讐 〜ADA〜（2013年7月27日公開） - 舞川あや（太田亜紀 役）・伊藤麻希（坂梨智子 役）[174]
- お化け屋敷列伝／戦慄迷宮MAX（2015年5月23日公開） - 杉本ゆさ、伊藤麻希、福山果奈
- みんな好いとうと♪（2016年3月19日九州9館先行公開・全国14館上映） - 新木さくら（主演）、LinQメンバー[175]
- 湯を沸かすほどの熱い愛（2016年10月29日公開、パイプライン / クロックワークス） - 髙木悠未（学校生徒 役）
- BACK STREET GIRLS -ゴクドルズ-（2019年2月8日全国公開）
- こどもばんぱく（2021年5月1日公開、映画こどもばんぱく製作プロジェクト） - 吉川千愛（松下先生 役）
- 猫の記憶（2023年1月15日公開、糸島映画製作所） - 金子みゆ（主演: 藤崎紫音 役）、友情出演：髙木悠未・海月らな・藤松宙愛

### アニメ
- こわぼん - 天野なつ・髙木悠未・一ノ瀬みく・桜愛美・杉本ゆさ・山木彩乃・志良ふう子・原直子・桃咲まゆ（こわぼん 役）・吉川千愛（こわぼん 役）（2015年10月 - 12月、土曜・KBCテレビ・金曜・テレビ神奈川）
- VENUS PROJECT -CLIMAX- - 姫崎愛未（高野歌恋 役）（2015年7月 - 、TOKYO MX）[176]
- 暗闇三太 - 姫崎愛未（戸村井六子 役）（2015年7月 - 9月、KBCテレビ）[177]

### ラジオ
- PAO〜N（月 - 金曜 13:00 - 16:00、KBCラジオ） - 深瀬智聖 （2013年9月 - 、木曜担当）
  - 過去 （2012年4月 - 2021年3月、水曜担当）
- GIRLS☆PUNCH「今夜もあなたにLinQリック!」※「ハイタッチ!」内から「よしもとRadio バリカタ!!」内に移動。後年に帯番組化（RKBラジオ、水曜 23:30 - 24:00） - メンバー2名（2014年4月 - ）
  - 現在の出演者…LinQメンバー週替わり2名（2023年10月 - ）
  - 過去の出演者…松村くるみ（2014年4月 - 2016年3月）、志良ふう子（2014年4月 - 2017年3月）、新木こころ（2016年4月 - 2017年8月）、新木さくら（2017年9月 - 2022年8月）、海月らな（2017年4月 - 2023年9月）
- Buzz!!LinQ（水曜 24:30 - 25:00、2021年5月 - 、KBCラジオ）- 海月らな、メンバー週替わり1名
  - 過去…吉川千愛・桃咲まゆ（水曜 2017年10月 - 2018年3月）（火曜 24:30 - 25:00、2018年4月 - 2020年3月23日）、吉川千愛・海月らな（水曜 24:10 - 24:35、2020年4月 - 2021年4月）
- ひげドクターと原ちゃんのチョイ悪クリニック（日曜 17:30 - 18:00、2018年11月28日 - 、NBCラジオ佐賀） - 原直子
- ピザクック presents 悠未先生のロングホームルーム（日曜 18:00-18:30、2020年4月 - 、FM FUKUOKA） - 髙木悠未
- アサデス。ラジオ（木曜、2022年3月 - 、KBCラジオ） - 原直子
- MUSiC HUNGRY（日曜、2022年11月 - 、FM FUJI） - 天野なつ

過去の番組
- RUSH HOUR〜おハルの女子会〜おハルの女子会TwitCasting（水曜日） 城崎はるな（2012年4月 - 2013年3月、佐世保はっぴぃ!FM）
- ラジオ VENUS PROJECT（木曜 23:30 - 23:45） - 姫崎愛未 役（2015年4月 - 9月24日、ラジオ大阪）
- VEROQ（火曜 - 土曜 0:05 - 0:30） - 髙木悠未（2014年3月 - 2015年9月、火曜担当）、姫崎愛未＋LinQメンバー（2012年4月 - 2015年9月、金曜担当、KBCラジオ）
- ベロベロバー（土曜 19:00 - 22:45） - 杉本ゆさ（2014年4月 - 2015年9月、KBCラジオ）
- LinQの「わ」（水曜 21:00 - 21:20） - 天野なつ＋LinQメンバー週替わり（2014年8月6日 - 12月31日、TOKYO FM）
- ここ・らじ（月 - 金曜 9:00 - 11:30） - 原直子（2014年10月 - 2016年3月、毎月第2金曜日担当、NBCラジオ佐賀）
- ピザクック presents ぐるっとまあるいLinQの「わ」（日曜 18:00 - 18:30） - 天野なつ、髙木悠未（2015年4月 - 2017年8月、FM FUKUOKA）
- LinQ UP!!（水曜 24:30 - 25:00） - 桃咲まゆ（メインMC）、吉川千愛（アシスタント）+ 週替わりメンバー（2015年10月 - 2017年9月、KBCラジオ）
- ピザクック presents 悠未と彩乃のLinQuestion?! - 髙木悠未、山木彩乃（2017年9月 - 2018年3月、FM FUKUOKA）
- KBC長浜横丁「OTAカフェおっきー」- 涼本理央那（2017年10月 - 2018年3月、KBCラジオ）
- ピザクック presents 悠未とさくらのLinQuestion?!- 髙木悠未、新木さくら（2018年4月 - 2020年3月、FM FUKUOKA）
- ミュージックライダー!（日曜 22:30-23:00） - 深瀬智聖（2013年5月 - 2020年3月、KBCラジオ）
- 桃まゆのもふもふシテ質屋?! - 桃咲まゆ（佐賀：2014年4月 - 2020年5月、長崎：2014年6月 - 2020年5月、エフエム佐賀、NBCラジオ佐賀、エフエム長崎、NBCラジオ）
- 青木裕司のディープナイト - 深瀬智聖（2017年4月 - 2020年9月、KBCラジオ）
- KBC長浜横丁「LBレコード」- 深瀬智聖（2020年10月 - 2021年3月、KBCラジオ）
- ただいま、ラジオ。（2020年4月3日 - 2021年9月、NBCラジオ佐賀） - 原直子
- E-sta!!（2020年3月 - 不明、NBCラジオ佐賀・コミュニティメディアパートナーズ福岡FM 天神コミュニティー佐世保はっぴぃ!FM） - 桜愛美（月1レギュラー）
- music×serendipity内「カワイイ女子旅ココしっと～と?」（金曜、2020年12月 - 2024年9月、LOVE FM） - LinQメンバー週替わり

### インターネット
- LinQ♥LinK（毎週水曜更新、2012年9月26日 - 2013年10月30日、テレ朝動画）
- LinQのしゃべらんと知らんよ（毎週水曜生放送、2015年2月18日 - 2016年4月20日、LoGiRL）
- 経済産業省・中小企業庁サイト「ものづくり★プライド 注目支援施策を活用した成果事例」 - 九州エリア代表として参加（2016年3月）[178]
- 月刊ドルネク（毎月更新 各話木曜日に配信） - 新木さくら（2016年9月28日 - 2017年10月、U-NEXT）
- 第46回 「LinQとリンク」（2020年11月2日 - 2021年1月31日、KBCラジオ・チャリティー・ミュージックソン）

### ゲーム
- 嫁コレアイドル[注 4]（2012年11月6日 - 2014年3月31日、Android・iPhone）
- VENUS PROJECT（2015年4月21日発売、PS Vita） - 姫崎愛未のみ（高野歌恋 役） [179]

### TV / WebCM
- ピザクック（2014年 - 、イワタダイナース） - グループ全体や個別メンバーが継続して出演[180]
- ヒューマンアカデミー（2012年7月 - 2013年6月） - 髙木悠未
- アルコ（2013年11月OA）
- 福岡県トラック協会（2013年10月 - 2014年1月）
- 福岡市「飲酒運転撲滅キャンペーン」（2013年OA）
- 福岡市「押しチャリ推進キャンペーン」（2014年OA）
- KBC「ドラマを見ようKBC」（2016年OA）
- バイク王&カンパニー「バイク王」（2016年OA） - 髙木悠未。九州・中国・四国地方限定 [181]
- KBCオーガスタゴルフトーナメント（2016年OA）
- 日産・デイズルークス（2017年8月OA、日産自動車） - 髙木悠未、原直子。福岡県エリア
- ガリレオコーポレーション TVCM（2018年夏OA）
- イオン九州「2019浴衣」TVCM（2019年7月OA、イオングループ） - トキヲイキル
- 帝京大学「福岡キャンパス」（帝京大学グループ）
  - WebCM 2019 / TVCM 2020（2019年8月OA） - 吉川千愛、海月らな
  - WebCM 2022（2022年7月OA） - 涼本理央那、金子みゆ
- 時津町観光推進プロジェクト WebCM（長崎県時津町民総活躍プロジェクト推進委員会） - 海月らな
  - 「時を楽しむ時津町」（2019年10月OA）
  - 「時を楽しむ時津町2020」（2020年12月OA）
  - 「時を楽しむ時津町2022 Magical Time編」（2022年12月OA）
- ネッツトヨタ西日本「カワイイ女子旅ココしっと〜と?」WebCM（2021年3月OA、トヨタ自動車）
- みんなで防災おおいた WebCM（2021年10月OA、大分県防災対策企画課） - 黒田れい
- ROHTO「ロートZi」webCM（2022年3月OA、ロート製薬） - 金子みゆ
- クラフトボス「ミルキープレッソ」webCM（2022年4月OA、サントリー食品インターナショナル） - 金子みゆ
- 博多めんちゃんこ亭 WebCM（2023年4月OA、福岡麺本2023） - 森斗咲羽、華山あかり
- 福岡マラソン2023 CM（2023年11月OA、J:COM 福岡エリア） - 大空莉子、黒田れい
- クリナップ・ブランドムービー「心うごかす。人をうるおす。」webCM（2024年10月OA、クリナップ） - 森斗咲羽

## 公演

### 周年ライブ
「周年ライブ」とは、年間を通したLinQ最大級の単独公演。デビューから○○周年といった節目の時期に、これまでの1年間の総括と次の1年に向けた意欲を目標として毎年開催している。
1. LinQ 1st Anniversary『豚骨革命! 濃すぎたらごめんたい!』（2012年4月17日、Zepp Fukuoka）
2. LinQ 2周年 シンクロライブ（2013年4月16日、福岡ベストホール / 六本木ニコファーレ 二元開催）
3. LinQ 3rd Anniversary『AWAKE～約束の日～』（2014年4月20日、Zepp Fukuoka）
4. LinQ 4th Anniversary ～Welcome to the LinQworld!!～（2015年4月18日、Zepp Fukuoka）
5. LinQ 5周年祭 うちらのどんたQ～博多名物になりたいっちゃん!～（2016年5月5日、Zepp Fukuoka）
6. LinQ 再開発プロジェクトLIVE 福岡公演『I am LinQ～軌跡～』/ 東京公演『I am LinQ～奇跡～』（2017年5月5日、福岡市民会館 / 5月27日、中野サンプラザ）
7. LinQ 7周年公演『ALIVE～色々あって7人になりました!～』（2018年5月5日、福岡パピヨン24ガスホール）
8. LinQ 8th Anniversary『SATSUKI EvoLinQ～Continuation is power～』（2019年5月4日、Zepp Fukuoka）
9. やっぱりやっときたい9周年LIVE in ZeppFukuoka（2020年12月26日、Zepp Fukuoka）
10. LinQ 10th Anniversary『#LinQ10祭～だって好きっちゃもん!～』（2021年4月18日、福岡国際会議場メインホール）
11. LinQ Anniversary Festival 2022『Dream LinQ Land』（2022年4月17日、Zepp Fukuoka）
12. LinQ 12th Anniversary Tour『FANTASTIC WORLD』（2023年4月16日、Zepp Fukuoka）
13. 美輪VIWA〜いざゆけLinQ13周年〜（2024年4月14日、福岡市民会館 大ホール）
14. LinQ14周年記念『LinQ野外祭り2025』（2025年5月2日、ベイサイドプレイス博多）

### 特別公演
- IQプロジェクト年末大感謝祭（旧LinQ年末大感謝祭）

LinQの発足以降、年末に毎年開催しているファン感謝祭。2017年からは、IQプロジェクト全体の感謝祭に移行している。IQPメンバーが紅白に分かれてのLIVE合戦や、普段見ることのない組み合わせなど、様々な企画を実施している。
- 髙木悠未卒業ツアー〜歴代LinQメンバー大集合！〜

2025年夏にLinQを卒業する最後の1期生・髙木悠未の呼びかけにより、歴代のLinQメンバー42人が集結した特別企画。7月5日、髙木の卒業ツアーZepp Fukuoka公演に、LinQ卒業生34人が一夜限りの出演を果たした。1期生から現役の12期生まで一同に会したのは初であった。
【LinQ卒業生】34名
- 1期生：上原あさみ
- 深瀬智聖
- 一ノ瀬みく
- 原直子
- 秋山ありす
- 奥田敬子
- 武村佳子
- 岸田麻佑
- 杉本ゆさ
- 服部さやか
- 天野なつ
- 姫崎愛未
- 吉川千愛
- 桃咲まゆ
- 桜愛美
- 坂井朝香
- 城崎はるな
- 大石芽依

- 2期生：大庭彩歌
- 由地成美
- 木村早希
- 山木彩乃
- 伊藤麻希
- 瑞稀もえ
- 志良ふう子
- 福山果奈

3期生：後藤梨佳子
4期生：福原和泉
- 5期生：新木さくら
- 新木こころ
- MYU

- 6期生：小日向舞菜
- 岩本琴音

8期生：安藤千紗
【LinQ現役】8名
1期生：髙木悠未
7期生：海月らな
- 10期生：黒田れい
- 有村南海

- 11期生：森斗咲羽
- 華山あかり

- 12期生：橘杏來
- 織多莉鈴

## オーディション
オープニングメンバー
- 開催時期：2011年（平成23年）2月20日締切
- 応募資格：福岡を拠点にアイドル活動・芸能活動ができる12歳（中学生以上）から25歳までの女性
- 第一次審査：書類選考（応募総数1162人）
- 第二次審査：面接（合格者44人）

契約者41人、2011年（平成23年）4月17日デビュー時32人。※上原あさみはオーディション前より加入
合格者
秋山ありす、秋山あんじぇら、天野なつ、有馬梨帆、池田真亜子、一ノ瀬みく、上原あさみ、大石芽依、奥田敬子、奥村ゆい、岸田麻佑、桐島綾音、坂井朝香、桜愛美、城崎はるな、杉本ゆさ、芹澤怜奈、髙木悠未、瀧内美麗、武村佳子、永未結菜、服部さやか、波音咲、原直子、姫崎愛未、深瀬智聖、福留あやか、藤井利香、松村くるみ、水上笑里、桃咲まゆ、吉川千愛、好野紗亜也
第二期メンバーオーディション
- 募集時期：2011年（平成23年）6月13日 - 7月16日
- 応募資格：福岡を拠点にアイドル活動・芸能活動ができる11歳から25歳までの女性

合格者
大庭彩歌、志良ふう子、安川蒼月、山木彩乃、伊藤麻希、北山真緒、木村早希、桜庭ゆりな、鶴二慶、瑞稀もえ、由地成美、福山果奈
第三期メンバーオーディション
- 募集時期：2011年（平成23年）12月10日 - 2012年（平成24年）1月22日
- 応募資格：福岡市中央区に日常的にレッスンに通える11歳から25歳までの女性

合格者
舞川あや、後藤梨佳子、水野真理菜
第四期メンバーオーディション（後の5期生配属も含む）
- 募集時期：2012年（平成24年）6月4日 - 7月4日
- 応募資格：福岡市中央区に日常的にレッスンに通える10歳から25歳までの女性

合格者
福原和泉、新木さくら、MYU、新木こころ